# Vlkov nad Lužnicí
Vlkov nad Lužnicí – przystanek kolejowy w miejscowości Vlkov, w kraju południowoczeskim, w Czechach. Znajduje się na wysokości 420 m n.p.m..  
Na przystanku nie ma możliwości zakupu biletów, a obsługa podróżnych odbywa się w pociągu.

## Linie kolejowe
- 226 Veselí nad Lužnicí - Gmünd